# Pancho Segura
Pancho Segura, właśc. Francisco Olegario Segura Cano (ur. 20 czerwca 1921 w Guayaquil, zm. 18 listopada 2017 w Carlsbad) – ekwadorski tenisista.

## Kariera tenisowa
Chorowity w dzieciństwie, niewysoki, ze względu na brak siły fizycznej treningi tenisowe rozpoczął z oburęcznym uchwytem forhendowym i pozostał już przy tym nietypowym stylu gry w dalszej części kariery (serwował prawą ręką). W 1938 wygrał mistrzostwa Ekwadoru, miał na koncie także inne tytuły latynoamerykańskie. W 1941, dostrzeżony przez amerykańskiego tenisistę Mulloya, otrzymał stypendium na Uniwersytecie Miami i osiedlił się w USA. Jako cudzoziemiec był zwolniony ze służby wojskowej i w latach II wojny światowej kolekcjonował tytuły w rozgrywkach amerykańskich, m.in. trzykrotnie wygrywając grę pojedynczą w rozgrywkach międzyuczelnianych (Intercollegiate, 1942, 1943, 1944), także raz w deblu. Nie zrealizował jednak swojego wielkiego celu – w debiucie na mistrzostwach USA (obecne US Open) w 1941 uległ w pięciu setach Bitsy’emu Grantowi, a najdalej doszedł do półfinału (1942, 1943, 1944, 1945), w pierwszych latach powojennych kończąc występy na ćwierćfinale.
W 1942 uznany za czwartą rakietę w USA, w kolejnych trzech latach figurował na 3. miejscu rankingu federacji amerykańskiej. Wygrywał m.in. mistrzostwa USA na kortach ziemnych (w singlu 1944, w deblu 1944, 1945 z Billem Talbertem) i mistrzostwa USA w hali (1946, w singlu). W turniejach wielkoszlemowych pozostał bez wygranej – w 1944 był w finale debla mistrzostw USA (z Talbertem), w 1947 w finale tego turnieju w mikście (z Gertrude Moran), w 1946 w finale debla na mistrzostwach Francji (z Enrique Moreą). Na Wimbledonie w 1946 był w półfinale debla w parze z Budge’em Pattym.
W 1947 Segura zdecydował się na podpisanie kontraktu zawodowego z promotorem Jackiem Harrisem. Jak wynika ze wspomnień Bobby’ego Riggsa, Ekwadorczyk zastąpił w rozgrywkach zawodowych Teda Schroedera, który opóźnił swoje przejście na status profesjonalny. Segura rozpoczął karierę zawodową od serii pojedynków (tzw. touru) z Australijczykiem Dinnym Pailsem, rozgrywanych w tle głównych meczów, które toczyli najwięksi gwiazdorzy – Jack Kramer i Bobby Riggs. Rychło zdobył wielką popularność, głównie ze względu na nietypowy styl gry i szeroki uśmiech, który towarzyszył mu na korcie (często rzucał żarty w stronę publiczności). Waleczny, dysponujący dobrą pracą nóg, słynął ze skutecznych lobów, a jego oburęczny forhend był uważany za jedno z najlepszych uderzeń w historii tenisa (m.in. w opinii Jacka Kramera). Jako amator był raczej lekceważony na kortach trawiastych (swoje oba występy na Wimbledonie w pierwszych latach powojennych kończył dość wcześnie – w 1946, rozstawiony z „czwórką”, uległ w III rundzie Amerykaninowi Tomowi Brownowi, a rok później już w I rundzie przegrał z Drobným), jako tenisista profesjonalny liczył się także na szybkich nawierzchniach, głównie dzięki poprawieniu gry wolejowej.
Pozostając w cieniu bardziej znanych graczy w tourach, Segura wyspecjalizował się w rozgrywkach zawodowców o charakterze turniejowym. W latach 1950–1952 trzy raz z rzędu wygrał mistrzostwa USA zawodowców, pokonując w finałach kolejno Franka Kovacsa i dwukrotnie Pancho Gonzáleza. Był jeszcze cztery razy w finałach tej imprezy, w 1955, 1956 i 1957 ulegając Gonzálezowi, a w 1962 Butchowi Buchholzowi. Cztery razy został mistrzem USA zawodowców w deblu, w 1948 i 1955 partnerując Kramerowi, a w 1954 i 1958 Gonzálezowi. Był ponadto w finałach mistrzostw profesjonalistów na Wembley w 1951 (przegrał z Gonzálezem), 1957 (porażka z Kenem Rosewallem), 1959 (porażka z Malem Andersonem) i 1960 (ponownie porażka z Rosewallem). W sezonie 1949–1950 zdecydowanie wygrał serię pojedynków z Frankiem Parkerem, rozgrywaną obok pojedynków Kramera i Gonzáleza. Do głównego touru Segura został dopuszczony w sezonie 1950/1951, ale uległ Kramerowi w serii pojedynków 28:64, chociaż na inaugurację w nowojorskiej Madison Square Garden wygrał nadspodziewanie wysoko 6:1, 6:2, 6:1. W 1953 rywalizował z powodzeniem z Kenem McGregorem (wygrał serię 74:25), ale ponownie w cieniu pojedynków Kramera, tym razem z Frankiem Sedgmanem. Rok później uczestniczył w rywalizacji z Gonzálezem, Sedgmanem i weteranem Budge’em, którą na swoją korzyść rozstrzygnął González (Segura był drugi, przegrał 21:30 z Gonzálezem, z Sedgmanem osiągnął wynik 23:22). W 1956 pokonał w tourze Hartwiga 56:22, w 1957 pokonał Pailsa 51:8, w 1958 uległ Trabertowi 31:34.
W chwili rozpoczęcia ery „open” tenisa w 1968 miał 47 lat i nie odgrywał wiodącej roli w rywalizacji, ale zapisał się w historii jeszcze jednym rekordem. W II rundzie debla na Wimbledonie w parze z Alexem Olmedo odniósł zwycięstwo nad Abe Segalem i Gordonem Forbesem 32:30, 5:7, 6:4, 6:4. Pierwszy set tego meczu (62 gemy) stanowił rekord Wimbledonu do czasu pojedynku Isnera i Mahuta w 2010.
Po zakończeniu kariery sportowej został trenerem tenisa w Kalifornii. Wśród jego uczniów były m.in. gwiazdy hollywoodzkie, ale przede wszystkim przyczynił się do rozwoju talentu Jimmy’ego Connorsa. Opiekował się także swoim rodakiem Ricardo Ycazą, w latach 70. czołowym juniorem świata. Uczestniczył w rozgrywkach weteranów. W 1973 wspierał Bobby’ego Riggsa w jego głośnych meczach w ramach „wojny płci”, a po porażce Riggsa z Billie Jean King usiłował wyzwać Amerykankę na kolejny pojedynek, wskazując, że pokonany był zaledwie trzecią rakietą weteranów (za samym Segurą i Gardnarem Mulloyem). King nie wyraziła zainteresowania ewentualnym meczem z Segurą.
Jack Kramer w swojej książce The Game, My 40 Years in Tennis (1979) umieścił Segurę w gronie 21 najlepszych tenisistów w historii, wprawdzie nie w pierwszym szeregu, ale na równi m.in. z Rodem Laverem, Johnem Newcombe’em, Kenem Rosewallem, Jackiem Crawfordem czy Björnem Borgiem. Kramer podkreślał, że Segura rozegrał być może najwięcej pojedynków z najlepszymi tenisistami w historii. Z większością z nich – poza Kramerem i Gonzálezem – miał pozytywny bilans spotkań. W 1952 Segura został uznany przez część statystyków za pierwszą rakietę świata wśród zawodowców (sporadycznie grali w tym sezonie González i Don Budge, z rywalizacji wycofał się Kramer). W innych statystykach Segura dzieli pierwsze miejsce z Gonzálezem, któremu uległ w tymże roku pięć razy.
W 1984 Segura został wpisany do Międzynarodowej Tenisowej Galerii Sławy.

## Osiągnięcia w turniejachwielkoszlemowych
- mistrzostwa USA
  - gra podwójna – finał 1944 (z Billem Talbertem)
  - gra mieszana – finał 1947 (z Gertrude Moran)
- mistrzostwa Francji
  - gra podwójna – finał 1946 (z Enrique Moreą)

## Osiągnięcia w turniejach zawodowych
- zawodowe mistrzostwa USA
  - gra pojedyncza – wygrane 1950, 1951, 1952, finały 1955, 1956, 1957, 1962
  - gra podwójna – wygrane 1948, 1955 (obie z Jackiem Kramerem), 1954, 1958 (obie z Pancho Gonzálezem)
- zawodowe mistrzostwa Wembley
  - gra pojedyncza – finały 1951, 1957, 1959, 1960